# Necromys lenguarum
El ratón cavador (Necromys lenguarum) es una especie de roedor de pequeño tamaño integrante del género Necromys de la familia Cricetidae. Habita en el centro de Sudamérica.

## Taxonomía
Esta especie fue descrita originalmente en el año 1898 por el zoólogo británico Oldfield Thomas.
Fue incluida en el género Bolomys, creado para roedores vivientes por Oldfield Thomas, sin embargo, correspondía a un género establecido por Florentino Ameghino para una especie extinta, por lo cual fue trasladado a Necromys.
Localidad tipo
La localidad tipo referida es: Waikthlatingwaialwa, departamento Presidente Hayes (Chaco Boreal), Paraguay.

## Distribución geográfica y hábitat
Esta especie poco conocida es endémica del centro de Sudamérica, con capturas en Bolivia, el Paraguay y un pequeño sector del sudeste del Perú, en las Pampas del Heath.
Si bien fue señalada también para esta forma una distribución mucho más amplia, cubriendo todo el norte de la Argentina, posteriormente la misma fue acotada ya que la geonemia austral fue atribuida a otras especies, especialmente a Necromys lasiurus (Lund, 1841). Se cree que solo habitaría en ese país en el extremo norte penetrando aproximadamente en áreas chaqueñas de bajas altitudes del nordeste de Salta.

## Conservación
Según la organización internacional dedicada a la conservación de los recursos naturales Unión Internacional para la Conservación de la Naturaleza (IUCN), al no poseer mayores peligros y vivir en muchas áreas protegidas, la clasificó como una especie bajo “preocupación menor” en su obra: Lista Roja de Especies Amenazadas.